# Bacchus et Ariane
Bacchus et Ariane is een ballet in twee akten op muziek van Albert Roussel naar een tekst van Abel Hermant. De première had een choreografie van Serge Lifar in een decor en kostuums ontworpen door d surrealistische schilder Giorgio de Chirico. Sterdansers waren Lifar als Bacchus en Olga Spessivtseva als Ariane. Het thema van het ballet is de ontvoering van Ariadne door de god Bacchus en hun liefdesperikelen. 
Roussel leverde muziek voor een 60 minuten durende voorstelling. Hij schreef er aan tussen juni en december 1930. De eerste uitvoering van het ballet vond plaats op 22 mei 1931, toen de muziek werd uitgevoerd door het orkest van Opéra Garnier onder leiding van Philippe Gaubert. 
Roussel distilleerde uit het ballet later twee suites, speciaal voor het Orchestre symphonique de Paris.
Suite 1:
1. Prélude
2. Jeux des éphèbes et des vierges
3. Danse du labyrinthe

Deze suite was klaar in 1933. Charles Munch dirigeerde het eerdergenoemde orkest in de eerste uitvoering op 2 april 1933 .
Suite 2:
1. Prélude. Le sommeil d’Ariane
2. Réveil d’Ariane
3. Le baiser
4. L’enchantement dionysiaque
5. Le thiase défile
6. Danse d’Ariane
7. Danse d’Ariane et Bacchus
8. Bacchanale
9. Le couronnement d’Ariane

Deze suite volgde een jaar later. Nu was het Pierre Monteux die hetzelfde orkest leidde in de première op 2 februari 1934.
Orkestratie ballet:
- 1 piccolo, 2 dwarsfluiten, 2 hobo’s, althobo, 2 klarinetten, basklarinet, 2 fagotten, contrafagot
- 4 hoorns, 4 trompeten, 3 trombones, 1 tuba
- pauken, bekkens, tamboerijn, grote trom, triangel, kleine trom, 2 harpen, celesta
- violen, altviolen, celli, contrabassen

Er bestaat ook een pianotranscriptie.